# Anini-y, Antique
Anini-y là một đô thị cấp năm ở tỉnh Antique, Philippines. Theo điều tra dân số năm 2015, đô thị này có dân số 21.201 người trong.

## Các đơn vị hành chính
Anini-y, về mặt hành chính, được chia thành 23 khu phố (barangay).
| - Bayo Grande - Bayo Pequeño - Butuan - Casay - Casay Viejo - Iba - Igbarabatuan - Igpalge - Igtumarom - Lisub A - Lisub B - Mabuyong | - Magdalena - Nasuli C - Nato - Poblacion - Sagua - Salvacion - San Francisco - San Ramon - San Roque - Tagaytay - Talisayan |